# Gabriele Possanner
Gabriele Possanner (27 de enero de 1860 - 14 de marzo de 1940) fue la primera médica que ejerció la medicina en Austria. Era hija del jurista austriaco Benjamin Possanner, y vivió en seis ciudades diferentes hasta la edad de veinte años debido a que él se mudaba a menudo por su trabajo. En octubre de 1880 fue nombrado Jefe de Sección en el Tesoro Imperial de Viena, y la familia, incluyendo a Gabriele, pudo establecerse en Viena.
Como médica, Gabriele trabajó inicialmente como oficial médico público en Bosnia-Herzegovina, donde las mujeres musulmanas se negaban a ser atendidas por médicos varones. La Universidad de Zúrich le había concedido el título de médica en 1894, pero no fue hasta 1897 cuando pudo realizar el examen por segunda vez, esta vez ante examinadores vieneses, lo que la habilitó para ejercer como médica en Austria. Se convirtió así en la primera mujer que se graduó en la Universidad de Viena con un título de médico en 1897. Después de eso, fue la única doctora en un hospital austro-húngaro hasta 1903.

## Legado
En 1960 la Possannergasse de Hietzing fue nombrada en honor a Gabriele. En 2004, el parque Gabriele-Possanner en el 9º distrito de Viena también fue nombrado en su honor. También está el Instituto Gabriele Possanner de Investigación Interdisciplinar en el 21º distrito vienés.
El premio Gabriele Possanner (en alemán: Gabriele-Possanner-Staatspreis) es un premio estatal que fomenta la investigación feminista en Austria, llamado así por Gabriele. Fue establecido en 1997 y es otorgado cada dos años por el Ministerio Federal de Ciencia e Investigación.